# Sofiane Allouache
Pour les articles homonymes, voir Allouache.
Sofiane Allouache né le 14 octobre 1975 à Alger, est un sportif algérien, d'origine kabyle, champion du monde W.A.K.O. Pro, champion d'Afrique, champion de France en boxe française et plusieurs fois champion de France en Kick Boxing . Il boxe depuis 1994 et s'entraîne à Bagnolet (Seine-Saint-Denis). 
Il mesure 1,82 m et combat dans la catégorie - 70 kg. 
Le 20 décembre 2008, Sofiane Allouache est devenu champion du monde de K1 Rules ,.

## Combats/Palmarès
(Avril 2006)
- Combats : 104
- Victoires : 87 (dont 44 par K.O.)
- Défaites : 17